# Квалёйа
Ква́лёйа (норв. Kvaløya, северносаам. Fálá) — остров на севере Норвегии в фюльке (провинции) Финнмарк. Площадь острова составляет 336 км².
Административно Квалёйа относится к двум муниципалитетам: северо-западная часть острова — к Хаммерфесту, юго-западная — к Квалсунну.

## География
Для острова характерны обрывистые берега. Ландшафт острова гористый. Наивысшей точкой является гора Svartfjell (629 метров).

## Население
Население острова по данным 2012 года составляло 9850 человек. В северо-западной части острова расположен город Хаммерфест — самый северный город Европы (не считая Хоннингсвога, который также претендует на этот статус). Имеется ещё несколько населённых пунктов, в том числе Фурсёль, Рюпефьорд, Сталлугаргу.

## Транспорт

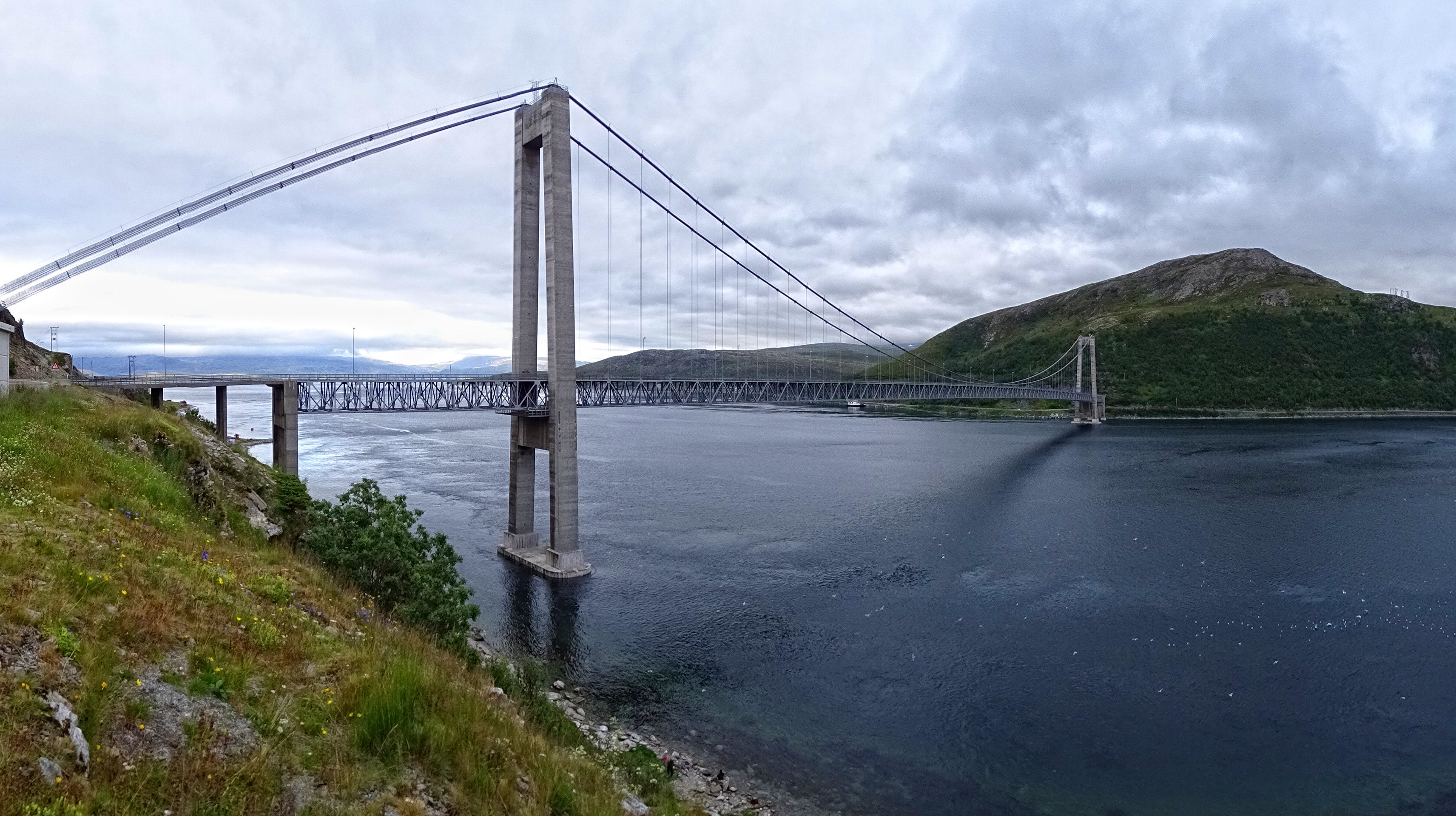
Квалсуннский мост, соединяющий остров с материком

Имеется аэропорт Хаммерфест, третий по загруженности региональный аэропорт в стране.
С материком остров соединён висячим Квалсуннским мостом, открытым в 1977 году.